# Cirsotrema magellanicum
Cirsotrema magellanica is een slakkensoort uit de familie van de Epitoniidae. De wetenschappelijke naam van de soort is, als Scalaria magellanica, voor het eerst geldig gepubliceerd in 1845 door Philippi.